# Bo Hazell
Bo Anders Hazell, född 12 april 1945 i Lindesbergs församling i Örebro län, är en svensk journalist och författare som under lång tid skildrat resandefolket. 
Bo Hazell växte upp i Kiruna, Torsby och Malmberget. Han är son till rektor Anders Hazell och Ebba, ogift Johansson. Han studerade i USA 1963 och arbetade som FN-anställd 1967 vid UNFICYP på Cypern. Han var anställd på Sveriges Radio 1969–2007 men har även haft uppdrag åt Sveriges Television och Sveriges Utbildningsradio. Han var musikproducent för den levande egenproducerade musiken vid Radio Örebro 1977–1998. Hazell deltog i lokalradioförsöket i Kiruna 1973 då Sveriges Radio testade lokalradio i Halmstad, Jönköping och Malmfälten.
Bo Hazell är sedan 1976 gift med förskolläraren Gunilla Hazell (född Karlsson 1945).

## Filmografi och TV/radio
- 1997 – Radioserien "Tattare i Sverige – resande i Europa"
- 1997 – Radioserien "Filikromen i P2:s Folk- och Jazzkväll"
- 1997 – Radioserien "Resandefolket"
- 1997 – P4-Scenen med gästartisterna Toni Holgersson och Elias Akselsen
- 1998 – Dokumentärfilmen "Från Tattare till Traveller – ett folk på väg" tillsammans med Lars-Göran Pettersson
- 1998 – TV-serien "Resandefolket" producerad  tillsammans med Lars-Göran Pettersson för UR

## Diskografi
- 1978 – LP:n "Riksspelmän i Närke och Västmanland" tillsammans med Tommy Sundquist. Traditionsinspelningar 12, Svenskt Visarkiv, Rikskonserter och Radio Örebro

## Utmärkelser
- 1985 – Örebro läns Folkmusikförbunds diplom för dokumentationen av Örebro läns folkmusik i Radio Örebro (tillsammans med Tommy Sundquist)
- 1988 – Årets Programreporter inom LRAB (Sveriges Lokalradio AB) för invandrarmusikfestival i Radio Örebro och möten mellan invandrarmusiker och lokala musiker
- 1992 – Hedersomnämnande Grävande Journalister för radioprogram om ungdoms- och gatuvåld
- 1993 – Public Serviceklubbens Ikarosstatyett för bevakningen av ungdoms- och gatuvåld i olika Public Servicekanaler
- 1993 – Stipendium av Olof Palmes Minnesfond för Internationell förståelse och gemensam säkerhet, för radioprogram i Radio Örebro, UR och P1 om ungdoms- och gatuvåld
- 2001 – Hjalmar Bergmans kulturstipendium för kultur- och musikbevakningen i Örebro län i Radio Örebro i över 20 år
- 2002 – Årets Folkbildare av ABF:s kulturtidskrift Fönstret för sina föreläsningar om resandefolkets historia och kultur [4]
- 2006 – Resande Romers Riksorganisation, Hedersmedlem "för sitt engagemang och sin skildring av resandefolket"
- 2012 – Stiftelsen Kulturfondens stipendium[3]
- 2014 – Föreningen Lattjo Drom, Hedersmedlem "för sitt enorma engagemang för Romanofolket Resande. Han har synliggjort folkets hemska historia och därmed stärkt de Resandes identitet och kultur"